# Raymond de Durban
Raymond de Durban ou Raymond de Barbastro ou Raymond de Roda ou encore Ramon Guillermo (né à Durban-sur-Arize, en France en 1065 et mort le 21 juin 1126 à Huesca, en Espagne) est un évêque augustin de Barbastro et de Roda de 1104 à sa mort en 1126.

## Biographie
Après avoir étudié, il devient militaire puis rapidement chanoine régulier de l'abbaye Saint-Antonin de Pamiers, puis prieur des chanoines de la collégiale Saint-Sernin à Toulouse, en 1100.
Sur proposition du roi Pierre Ier d'Aragon, il est élu évêque de Barbastro en 1104. Il est consacré évêque dans la cathédrale par l'archevêque et légat pontifical, Bernard de Tolède et Pierre d'Anduque, évêque de Pampelune, et Étienne, évêque de Huesca. Il a consacré de nombreuses églises dans son diocèse, à Aler, Fornillos, l'église Sainte-Marie de Viu de Llevata (es), l'église de la Nativité de Notre-Dame de Merli, à Alaó, la chapelle de Sant Agustí (ca) de la cathédrale de Roda, et les deux églises de Sant Climent et Santa Maria de Taüll, consacrées à un jour d'intervalle.
Un premier paréage à Pamiers est établi sous son égide en 1111 entre le comte de Foix Roger II et l’abbaye Saint‐Antonin, jusqu'alors en conflit.
Il a reçu un privilège pour sa cathédrale du pape Pascal II dans lequel il indique que l'évêque de Lérida aurait fui l'invasion sarrasine à Roda. Malgré l'appui du pape, il s'est brouillé avec les nobles de la frontière et avec des prélats. À la suite d'un différend sur la possession de la vallée de Boí, il est chassé de son évêché de Barbastro par l'évêque de Huesca, Étienne, en 1116, avec la complicité du roi d'Aragon, Alphonse Ier, dit le Batailleur.
Il est alors parti en exil dans son diocèse natal. En novembre 1117, il y a consacré la cathédrale Saint-Lizier avec Jordanes Ier (ou Jourdain), évêque de Couserans.
Il assiste à plusieurs conciles dont celui de Toulouse en 1119 présidé par le pape Calixte II.
En 1119, il s'est réconcilié avec le roi d'Aragon. Il va participer à ses campagnes militaires à partir de 1121.
Grâce à une inscription sur une colonne de la nef, nous savons que Raymond a consacré le 10 décembre 1123 l'église Sant Climent de Taüll. Les deux églises de Taüll se trouvent dans la vallée de Boí, dont la possession était l'origine du conflit avec les nobles et l'évêque de Huesca. C'est en 1140 qu'un arbitrage a mis fin au conflit entre les évêques de Barbastro et Roda avec l'évêque d'Urgell en attribuant la vallée de Boí à Urgell et l'abbaye Sainte-Marie de Lavaix à Roda.
Il participe en 1125 à l'expédition contre le royaume de Grenade avec le roi d'Aragon Alphonse Ier, il servit auprès des officiers et des soldats atteints par la peste qu'il contracta. En revenant vers son diocèse, il est mort en chemin, le 21 juin 1126, à Huesca. 
Son corps fut transporté à Saragosse. Le 20 mai 1909, grâce à Joan A. Ruano i Martín, évêque de Lérida, une partie de ses reliques furent transportées dans son village natal de Durban-sur-Arize (Ariège). 
Il fut canonisé par Innocent II en 1136 et devint saint Raymond, fêté le 21 juin. Dans le diocèse de Pamiers, son diocèse natal, il est fêté le 20 juin, tel qu'indiqué dans l'Ordo.
La montée au ciel de saint Raymond de Durban est représentée dans un tableau des frères Pedoya se trouvant dans la chapelle de l'EHPAD de Saint-Girons, boulevard Noël Peyrevidal.